# Glenn Frey
Glenn Lewis Frey (Detroit, 6 de noviembre de 1948-Nueva York, 18 de enero de 2016) fue un músico estadounidense, cantante, compositor y actor, uno de los miembros fundadores de la banda The Eagles. Frey escribió, coescribió y/o cantó muchos de los éxitos de la banda, como «Take It Easy», «Peaceful Easy Feeling», «Already Gone», «Tequila Sunrise», «Lyin' Eyes», «New Kid in Town», «Heartache Tonight», «How Long» y «No More Cloudy Days».

## Biografía
Pasó su infancia en Royal Oak, Míchigan. Como dijo, «Yo crecí corriendo en Detroit. Fui a la escuela con los hijos de trabajadores de la fábrica de automóviles». Glenn se involucró en el deporte, incluyendo un período en el equipo de lucha libre. Además de ser un deportista, su mente aguda lo llevó a una clase para jóvenes con talento en la escuela. Saliente, enérgico, y apuesto, era popular con los muchachos y tenía talento con las chicas. Había tomado clases de piano y estaba aprendiendo de manera autodidacta a tocar la guitarra, inspirado por un concierto de The Beatles.

## Trayectoria

### 1960-1970
Mientras estaba en la escuela secundaria Dondero High School formó su primera banda llamada The Disciples (que más tarde cambió su nombre a The Subterraneans). Luego pasó a The Mushrooms, que también incluía a estudiantes de la Dondero High School: Doug Edwards en la batería, Doug Gunsch y Bill Barnes en las guitarras y Jeff Hodge con el bajo. Lanzaron un sencillo titulado "Such a Lovely Child" en 1966 con el lado B "Burned".
Frey se mudó a Los Ángeles para seguir a su novia que era una aspirante a cantante. Su primera grabación profesional como escritor musical fue al frente de Longbranch Pennywhistle, un dúo que formó con J.D. Souther, en 1968. Frey conoció allí a Jackson Browne, con quien escribiría varias canciones. Los tres compartieron un apartamento durante un tiempo (donde fueron los inicios de "Take It Easy"). Además, el grupo apareció en un programa de televisión llamado Swinging Time, del músico de rock Bob Seger, quien produjo y coescribió con la banda. Seger fue capaz de reconocer el talento de Glenn desde el comienzo. En 1968, Frey tocó la guitarra para el álbum de Seger 'Ramblin' Gamblin' Man.
Mientras tanto, The Mushrooms se separon. Glenn saltó de banda a banda, al mismo tiempo que intentó estudiar en la universidad. Se había metido en "la cosa hippie", como él lo llamaba, y se unió a un grupo de folk llamado The Four of Us, pero eso no duró mucho tiempo. Dejó el grupo y formó The Children of heavy metal con cuatro compañeros de bandas anteriores, junto al guitarrista Jeff Alborell. Los chicos empezaron a salir en el Troubadour, un club que era el favorito de los roqueros. A una de las gerentes más exitosas, Linda Ronstadt, le gustó Glenn y lo invitó a ser parte de su banda de gira en 1971.

### The Eagles

#### 1970-1980
En el Troubadour fue donde Glenn conoció a Don Henley. Glenn fue invitado por Don a formar parte de la banda de gira de Linda.
Durante aquel tiempo Glenn y Don tuvieron la idea de formar su propia banda. En aquel entonces, Longbranch Pennywhistle era historia. David Geffen había firmado con J.D. y Frey con su compañía discográfica, pero no como un dúo. J.D. hizo un acto en solitario, y Glenn dijo que necesitaba una banda para ser comercializable.
Con la ayuda de Linda Ronstadt y su mánager John Boylan, Frey y Henley fueron capaces de conseguir a Bernie Leadon y Randy Meisner. Los cuatro dieron origen a The Eagles, tocando Frey guitarra acústica y los teclados. El grupo se convirtió en una de las bandas más grandes de la década y una de las bandas de mayor venta de todos los tiempos. Su segundo álbum, Desperado, no fue tan exitoso comercialmente como su debut.  Sin embargo, su sofisticado concepto de "enfoque" mostró cómo las ideas musicales de Glenn, junto con Don, se estaban desarrollando. Finalmente, recibió reconocimiento como una pieza de alta calidad.
Con su tercer álbum On the Border, la banda consolidó su éxito con la canción "Best of My Love". Esta fue una época vertiginosa para The Eagles en más de un sentido. A medida que la popularidad de la banda aumentaba, lo mismo ocurrió con los egos de sus integrantes. Frey y Henley se habían establecido firmemente como los líderes de la banda, y cuando decidieron llevar al grupo a una dirección más ligada al rock, llamaron a Don Felder, y Bernie quedó relegado a un papel secundario. Indignado, dejó el grupo en 1975 después de que la banda completara su cuarto álbum, One of These Nights, y fue sustituido por Joe Walsh.
The Eagles alcanzaron su apogeo comercial con el tremendo éxito de Hotel California, otro álbum conceptual. Las presiones adicionales para vender más y más con el siguiente álbum exacerbaron las tensiones dentro de la banda. Randy fue el segundo en salir en 1977, dejando a Don y Glenn como los únicos miembros originales restantes. Fue reemplazado por el también exalumno de Poco, Timothy B. Schmit. En medio de todo este éxito, los excesos habían crecido en paralelo con el ego. En los años setenta, The Eagles y su estilo de vida se hicieron más y más disolutos. El consumo de drogas de Glenn había crecido a grados alarmantes.
En 1978, Glenn decidió que quería establecerse en Texas junto a su pareja Janie Beggs. Contrajeron matrimonio en 1983, pero se divorciaron tres años después. También hubo cambios que ocurrieron en su vida profesional. Aunque la banda siempre tuvo conflictos, las cosas estaban llegando a un punto y aparte durante la realización de The Long Run. Los integrantes se volvieron más y más cansados el uno del otro. Las luchas de poder se hicieron más pronunciadas. Felder se molestó porque su música no estaba en los álbumes y se sentía nada más que como un músico, apreciado por Glenn y Don Henley. Este descontento se manifestaba no solo en el estudio, sino también en cosas tan pequeñas como el tamaño de sus habitaciones de hotel. El descontento con Don Henley y Glenn se extendido a Joe, quien ya en 1977 analizó la opción de formar una nueva banda con Randy y Felder. Solo Schmit, el integrante más nuevo, parecía ajeno a todos estos conflictos. Glenn trató de mantener junto al grupo por un tiempo, pero fue todo en vano.
Glenn expresó que "levantarse por las mañanas era como ir a la escuela. Yo no quería levantarme, temía ir". Como las angustiosas sesiones de grabación de The Long Run se prolongaron, lo que anteriormente había sido gratificante y satisfactorio estaba convirtiéndose en una monotonía dolorosa, guiado por un sentido de obligación.

### En solitario

#### 1980-1990
Empezó a preguntarse si esto era realmente lo que quería; una carrera en solitario estaba empezando a parecer muy tentador. Si bien había considerado la idea de dejar el grupo antes, el hecho que lo llevó a concretar su salida ocurrió durante un festival benéfico a favor del senador Alan Cranston el 31 de julio de 1980 en California. Antes de salir al escenario, Cranston agradeció a los miembros de la banda su participación, lo que fue respondido por Don Felder con hostilidad. Esta actitud no fue bien recibida por Frey, lo que provocó una discusión entre ambos y la partida del guitarrista.
Una vez que Frey se fue por su cuenta, comenzó a trabajar en estrecha colaboración con Jack Tempchin, coautor de algunos éxitos de The Eagles como "Already Gone" y "Peaceful Easy Feeling". Frey encontró el éxito en solitario en la década de 1980, especialmente con dos hits # 2: la canción "The Heat Is On", perteneciente a la banda sonora de la película Beverly Hills Cop (1984), y "You Belong to the City" de la serie de televisión Miami Vice. Esta canción se quedó en la cima de la lista de álbumes Billboard en Estados Unidos durante 11 semanas en 1985. Es este sencillo el que caracteriza toda la fuerza interpretativa de Frey y que se convirtió en un clásico de los 80´s. El guitarrista pronto lanzó su primer álbum en solitario, No Fun Aloud, en 1982, y era evidente que la alegría por su trabajo había regresado. Los éxitos "The One You Love" y "I Found Somebody" lo consagraron como artista en solitario, y creció aún más con "Smuggler's Blues" en 1984 que alcanzó el número 12 en el hot 100. Esa canción atrajo la atención de los escritores de la serie Miami Vice, que le ofrecieron a Glenn desempeñar un papel como piloto para los contrabandistas en su serie.
Frey también contribuyó con la canción "Flip City" para la banda sonora de Ghostbusters II (1989), y "Part Of Me, Part Of You" para la banda sonora de Thelma & Louise (1991). Los productores de cine y de televisión reconocieron que Glenn tenía una aptitud natural para la actuación y comenzaron a acercarse a él para aparecer en sus proyectos. Tuvo un papel estelar en Let's Get Harry y apareció en la serie Wiseguy. Incluso protagonizó su propio programa de televisión llamado South of Sunset en 1993. Sin embargo, este solo llegó a estrenar un episodio, y Glenn perdió el interés en la actuación. En cambio, se concentró en su primer amor, la música, que en verdad nunca había abandonado.
En 1988 publicó el álbum Soul Searchin, que produjo el sencillo, que alcanzó el Top 40. Sin embargo, no salió de gira por problemas de salud (con la excepción de algunas apariciones con la banda "Little River Band" en Australia). Además, se puso en marcha un vídeo de acompañamiento y un álbum en vivo "Glenn Frey Live" en los años 90. Ampliamente considerado como el álbum más sofisticado y actual de Glenn, sin embargo fue descartado.
A finales de los 80 y principios de los años 90 hubo cambios importantes en la vida de Glenn. En 1986, Glenn padeció diverticulitis a tal grado que tuvo que ser hospitalizado. Como una manera de combatir sus problemas de salud, el guitarrista decidió dejar las drogas y empezar a trabajar en su música. Sin embargo, sus problemas intestinales reaparecieron y se vio obligado a someterse a su primera cirugía en 1989.
Mientras filmaba el video de la canción "Livin' Right", Frey conoció a una bailarina llamada Cindy Millican. En 1990, después de dos años de noviazgo, se casaron. Tuvieron su primer hijo, una niña, en 1991. Su segundo hijo nació un par de años después. Unos diez años más tarde, Glenn tuvo su tercer hijo. Su nueva familia le dio una nueva perspectiva de la vida. Por lo tanto, no es sorprendente que estos cambios de la vida fueron acompañados de otros cambios de actitud. En 1990, Glenn estaba empezando a considerar la idea de una reunión con su antigua banda.
Durante su carrera en solitario tuvo 12 canciones entre los cien mejores de Estados Unidos. Once de ellas fueron escritas junto a Jack Tempchin.

### Reunión The Eagles

#### 1990-2000
El guitarrista le dijo a su representante, Irving Azoff, que "todo era posible" en los años noventa. Sin embargo, todavía estaba asustado al respecto. Un intento inicial en 1990 fue suspendido después de que Frey se volvió impaciente con todos los temas de programación y los problemas personales entre sus compañeros de banda. El músico era feliz en su vida doméstica y no sintió la necesidad urgente de volver a esa rutina. Sin embargo, ese no fue el final de los rumores. Cuando Frey y Joe Walsh tocaron juntos durante la gira "Party of Two" en 1993, la especulación continuó, pero la colaboración terminó sin ningún tipo de reunión a la vista.
No fue hasta 1994 que Frey finalmente accedió a retomar The Eagles con el lanzamiento del álbum Hell Freezes Over. Su cambio de actitud se produjo después de haber tenido una experiencia positiva con la banda cuando se juntaron para aparecer en un vídeo musical de Travis Tritt, quien había hecho una versión de la canción "Take It Easy". Con el buen rato que pasaron, Frey se dio cuenta de que una reunión de la banda les otorgaría algo más que solo beneficios monetarios. El guitarrista nunca imaginó que Hell Freezes Over sería un éxito comercial. El gran éxito de ese álbum, especial de televisión, vídeo y tour demostró a todos que The Eagles todavía era capaz de llamar la atención pese a sus 14 años de "descanso". Si bien la gira tuvo que suspenderse temporalmente debido a que Frey se vio afectado de nuevo por la diverticulitis, debiendo someterse a una operación en la que extirparon parte de su intestino, volvió tan pronto como se recuperó y terminó el trabajo.
Después de que esa gira terminó en 1996, Frey decidió poner su trabajo en solitario en un segundo plano durante un tiempo, aunque no existían planes inmediatos para continuar con The Eagles. Durante aquel tiempo volvió a actuar, apareciendo en la película Jerry Maguire (1996) como el entrenador del equipo Arizona Cardinals, y en la serie Nash Bridges en 1997.

En 1998, se vio envuelto en el negocio de la escena musical. Con Peter López, un abogado, registró la compañía Misión Records. Participó en beneficios tales como el concierto benéfico de Tiger Woods "Tiger Jam" en 1998 con The Eagles, y luego como solista en los próximos dos años. A finales de los 90 The Eagles consiguió estar en el Salón de la Fama en 1998 y se les nombró artistas del siglo por la Asociación de Grabación de América en 1999. Su álbum Greatest Hits: 1971-1975 se ha documentado como el álbum más vendido en la historia de la música.
El Rock'n'Roll Hall of Fame fue una experiencia gratificante que contó con la primera y única vez que los siete miembros actuales y anteriores de The Eagles tocaron juntos en el escenario. Esas actuaciones hito de "Take It Easy" y "Hotel California" no iban a ser el último que hicieron en The Eagles. Un poco más de un año después, Frey se unió una vez más a la entonces formación vigente de The Eagles (Don Felder, Joe Walsh, Timothy B. Schmit y Don Henley) para celebrar el milenio en Los Ángeles.

#### 2000-2015
La formación de The Eagles iba a cambiar una vez más, no mucho después de estas actuaciones; el 6 de febrero de 2001 Don Felder fue despedido de la banda. Frey decidió no contratar a un sustituto, utilizando a Steuart Smith durante los conciertos y prescindiendo de un quinto miembro en las grabaciones de estudio. The Eagles continuó de gira por todo el mundo con el "Millennium Tour" entre 2000 y 2001. Luego, después de un par de años fuera, comenzó la gira "Farewell I" en 2003, que también produjo un DVD en 2005. Esa gira se transformó en la gira "California" en 2005.
Después de un breve descanso a principios de 2006, The Eagles comenzó una gira por Europa en mayo. Frey también hizo varias presentaciones individuales en julio de 2006. En noviembre de ese año, la banda publicó dos nuevas canciones como parte de un acuerdo de promoción con Wal-Mart. En el resto de ese año y en 2007, se continuó trabajando en terminar su primer nuevo álbum después de 28 años sin grabar en un estudio.
En 2007 The Eagles sacó un nuevo disco, Long Road Out Of Eden, y se embarcaron en un tour (2007-2009) que los llevó por América y Europa, en el cual Frey participó.
Además de su trabajo como músico, Frey se dedicó durante aquellos años a satisfacer su afición por el golf, un juego en el que sobresalió. Glenn compartió espacio en un campo de golf, con celebridades como Tiger Woods. Jugó golf de celebridades en varios torneos "Pro-Am", y tuvo uno de los lugares en el famoso torneo de "Pebble pl Beach".
También participó en torneos de beneficio para recaudar fondos para causas tales como la investigación de la leucemia, así como la prevención y tratamiento del maltrato infantil. Otros intereses incluyeron la experiencia de Aspen a la Juventud, que da a los jóvenes de la ciudad una oportunidad de tener un futuro mejor.

## Carrera como actor
Como actor de televisión, Frey apareció en un episodio de Miami Vice en el que también aparecía una de sus canciones en la banda sonora. Participó también en la serie Wiseguy. También fue el protagonista del episodio piloto de la serie South of Sunset, cancelada tras ese episodio.
Su papel más importante sería en la película Jerry Maguire, de Cameron Crowe. Frey hace de dueño del equipo de fútbol americano Arizona Cardinals, quien hace tratos con Maguire (Tom Cruise) para contratar a Rod Tidwell (Cuba Gooding Jr.).

## Publicidad
Su primera aparición en un anuncio publicitario fue con Don Johnson para Pepsi. Otro anuncio notable fue para unos gimnasios en 1988, en cuya fotografía aparecía un Frey bastante tonificado físicamente contrastado con una fotografía de Hotel California. También anunció ropa de esquí en la revista Rolling Stone y anunció instrumentos musicales, como guitarras Takamine.
Promovió un reconocido videoclip de su tema estrella You Belong to the City donde aparece como un galán nocturno, también aparece su saxofonista Bill Bergman.
Al comienzo del video, se tocan las notas del riff introductorio del saxofón mientras Frey (que no canta durante todo el video) está sentado en su apartamento en Nueva York, mirando por la ventana y fumando. En otro lugar, una atractiva mujer (Lisa Parker) se prepara en su casa para una cita en la noche. Ella tiene a Miami Vice sonando en el televisor, un patrón que se repite cada vez que se muestra un televisor en el video. Frey abandona el apartamento y recorre las calles de la ciudad, mientras se intercalan escenas representativas de la vida nocturna y la cultura neoyorquina. Se cruza con la mujer cuando el taxi en el que ella viaja casi lo atropella. Más tarde, se vuelven a encontrar cuando Frey la ve a través de la ventana de un pub y luego entra. Ella lo ve y él la observa ignorar los avances de otro hombre, pero no hace ningún movimiento para acercarse a ella. Finalmente, se levanta para irse, pero cuando sale del restaurante, la mujer lo sigue y deciden caminar juntos de regreso a su casa. El video luego muestra a Frey saliendo de su rascacielos a la mañana siguiente. En la toma final del video, Frey contempla una vista de la ciudad de Nueva York desde el parque Carl Schurz mientras arroja un cigarrillo al East River.